# Bundestagswahlkreis Ostallgäu
Der Bundestagswahlkreis Ostallgäu (Wahlkreis 257) ist ein Wahlkreis für die Wahlen zum Deutschen Bundestag in Bayern. Er umfasst die kreisfreie Stadt Kaufbeuren, den Landkreis Ostallgäu sowie vom Landkreis Augsburg die Gemeinden Graben, Großaitingen, Hiltenfingen, Kleinaitingen, Klosterlechfeld, Langerringen, Oberottmarshausen und Untermeitingen.
Da der bayerische Regierungsbezirk Schwaben zur Bundestagswahl 2025 einen zusätzlichen Wahlkreis erhielt, wurden die meisten schwäbischen Wahlkreise neu zugeschnitten. Der Wahlkreis Ostallgäu gab dabei die kreisfreie Stadt Memmingen sowie seinen Anteil am Landkreis Unterallgäu an den neuen Wahlkreis Memmingen – Unterallgäu ab und erhielt acht Gemeinden des Landkreises Augsburg neu dazu. Der Vorgängerwahlkreis des Wahlkreises Ostallgäu war von 1949 bis 1976 der Bundestagswahlkreis Kaufbeuren.

## Wahlergebnisse

### Bundestagswahl 2025
Zur Bundestagswahl 2025 am 23. Februar wurden 7 Direktkandidaten und 17 Landeslisten zugelassen.
| Kandidaten                               | Kandidaten                   | Parteien/Listen     | Erststimmen | Erststimmen | Zweitstimmen | Zweitstimmen |
| Kandidaten                               | Kandidaten                   | Parteien/Listen     | Stimmen     | %           | Stimmen      | %            |
| ---------------------------------------- | ---------------------------- | ------------------- | ----------- | ----------- | ------------ | ------------ |
|                                          | Stephan Strackegewählt im WK | CSU                 | 61.893      | 45,5        | 54.701       | 40,1         |
|                                          | Regina Renner                | SPD                 | 13.576      | 10,0        | 12.772       | 9,4          |
|                                          | Maria Wißmiller              | GRÜNE               | 14.112      | 10,4        | 13.673       | 10,0         |
|                                          | Marcus Prost                 | FDP                 | 3.543       | 2,6         | 5.211        | 3,8          |
|                                          | Wolfgang Dröse               | AfD                 | 26.565      | 19,5        | 27.434       | 20,1         |
|                                          | Susen Knabner                | FREIE WÄHLER        | 10.138      | 7,5         | 7.506        | 5,5          |
|                                          | Ralf Lehnhard                | Die Linke           | 6.099       | 4,5         | 6.460        | 4,7          |
|                                          | –                            | dieBasis            | –           | –           | 754          | 0,6          |
|                                          | –                            | Tierschutzpartei    | –           | –           | 1.010        | 0,7          |
|                                          | –                            | Die PARTEI          | –           | –           | 671          | 0,5          |
|                                          | –                            | ÖDP                 | –           | –           | 629          | 0,5          |
|                                          | –                            | BP                  | –           | –           | 278          | 0,2          |
|                                          | –                            | Volt                | –           | –           | 779          | 0,6          |
|                                          | –                            | PdH                 | –           | –           | 95           | 0,1          |
|                                          | –                            | MLPD                | –           | –           | 19           | 0,0          |
|                                          | –                            | BÜNDNIS DEUTSCHLAND | –           | –           | 145          | 0,1          |
|                                          | –                            | BSW                 | –           | –           | 4.278        | 3,1          |
| Gesamt                                   | Gesamt                       | Gesamt              | 135.926     | 100         | 136.415      | 100          |
|                                          |                              |                     |             |             |              |              |
| Ungültige Stimmen                        | Ungültige Stimmen            | Ungültige Stimmen   | 937         | 0,7         | 448          | 0,3          |
| Wähler                                   | Wähler                       | Wähler              | 136.863     | 85,0        | 136.863      | 85,0         |
| Wahlberechtigte                          | Wahlberechtigte              | Wahlberechtigte     | 161.049     |             | 161.049      |              |
|                                          |                              |                     |             |             |              |              |
| Quellen: Die Bundeswahlleiterin, Stimmen |                              |                     |             |             |              |              |

Kursive Direktkandidaten kandidieren nicht für die Landesliste, kursive Parteien treten ohne Landesliste an.

### Bundestagswahl 2021
Zur Bundestagswahl 2021 am 26. September wurden Direktkandidaten und 26 Landeslisten zugelassen.
| Kandidaten                               | Kandidaten                   | Parteien/Listen      | Erststimmen | Erststimmen | Zweitstimmen | Zweitstimmen |
| Kandidaten                               | Kandidaten                   | Parteien/Listen      | Stimmen     | %           | Stimmen      | %            |
| ---------------------------------------- | ---------------------------- | -------------------- | ----------- | ----------- | ------------ | ------------ |
|                                          | Stephan Strackegewählt im WK | CSU                  | 76.399      | 38,8        | 62.635       | 31,7         |
|                                          | Regina Leenders              | SPD                  | 24.288      | 12,3        | 30.914       | 15,6         |
|                                          | Christian Sedlmeir           | AfD                  | 20.021      | 10,2        | 19.779       | 10,0         |
|                                          | Kai Fackler                  | FDP                  | 14.258      | 7,2         | 21.561       | 10,9         |
|                                          | Daniel Pflügl                | GRÜNE                | 24.128      | 12,2        | 23.712       | 12,0         |
|                                          | Susanne Ferschl              | DIE LINKE            | 6.667       | 3,4         | 5.007        | 2,5          |
|                                          | Mariana Braunmiller          | FREIE WÄHLER         | 17.819      | 9,0         | 17.985       | 9,1          |
|                                          | Alexander Abt                | ÖDP                  | 3.120       | 1,6         | 1.948        | 1,0          |
|                                          | -                            | Tierschutzpartei     | –           | –           | 2.086        | 1,1          |
|                                          | -                            | BP                   | –           | –           | 1.033        | 0,5          |
|                                          | Christian Friedrich Armster  | Die PARTEI           | 2.340       | 1,2         | 1.416        | 0,7          |
|                                          | -                            | PIRATEN              | –           | –           | 767          | 0,4          |
|                                          | –                            | NPD                  | –           | –           | 214          | 0,1          |
|                                          | Christiana Hofer             | V-Partei³            | 782         | 0,4         | 307          | 0,2          |
|                                          | –                            | Gesundheitsforschung | –           | –           | 208          | 0,1          |
|                                          | -                            | MLPD                 | –           | –           | 22           | 0,0          |
|                                          | –                            | DKP                  | –           | –           | 25           | 0,0          |
|                                          | Florian Meyr                 | dieBasis             | 7.303       | 3,7         | 5.832        | 3,0          |
|                                          | –                            | Bündnis C            | –           | –           | 347          | 0,2          |
|                                          | –                            | III. Weg             | –           | –           | 100          | 0,1          |
|                                          | -                            | du.                  | –           | –           | 125          | 0,1          |
|                                          | -                            | LKR                  | –           | –           | 31           | 0,0          |
|                                          | -                            | Die Humanisten       | –           | –           | 163          | 0,1          |
|                                          | –                            | Team Todenhöfer      | –           | –           | 685          | 0,3          |
|                                          | -                            | UNABHÄNGIGE          | –           | –           | 407          | 0,2          |
|                                          | –                            | Volt                 | –           | –           | 334          | 0,2          |
| Gesamt                                   | Gesamt                       | Gesamt               | 197.125     | 100         | 197.643      | 100          |
|                                          |                              |                      |             |             |              |              |
| Ungültige Stimmen                        | Ungültige Stimmen            | Ungültige Stimmen    | 1.542       | 0,8         | 1.024        | 0,5          |
| Wähler                                   | Wähler                       | Wähler               | 198.667     | 79,3        | 198.667      | 79,3         |
| Wahlberechtigte                          | Wahlberechtigte              | Wahlberechtigte      | 250.575     |             | 250.575      |              |
|                                          |                              |                      |             |             |              |              |
| Quellen: Die Bundeswahlleiterin, Stimmen |                              |                      |             |             |              |              |

Kursive Direktkandidaten kandidieren nicht für die Landesliste, kursive Parteien sind nicht Teil der Landesliste.

### Bundestagswahl 2017
Zur Bundestagswahl 2017 am 24. September wurden 10 Direktkandidaten und 21 Landeslisten zugelassen.
| Direktkandidat             | Partei               | Erststimmen in % | Zweitstimmen in % |
| -------------------------- | -------------------- | ---------------- | ----------------- |
| Stephan Stracke            | CSU                  | 49,2             | 42,0              |
| Pascal André Lechler       | SPD                  | 11,4             | 12,1              |
| Günter Claus Räder         | GRÜNE                | 8,7              | 8,5               |
| Jonas Flott                | FDP                  | 5,6              | 10,5              |
| Christoph Maier            | AfD                  | 12,6             | 13,3              |
| Susanne Ferschl            | LINKE                | 5,3              | 5,5               |
| Susen Knabner              | FREIE WÄHLER         | 3,4              | 2,7               |
| -                          | PIRATEN              | -                | 0,3               |
| Krimhilde Marianne Dornach | ÖDP                  | 2,0              | 1,5               |
| Jürgen Eißner              | BP                   | 1,4              | 1,1               |
| -                          | NPD                  | -                | 0,3               |
| -                          | Tierschutzpartei     | -                | 0,8               |
| -                          | MLPD                 | -                | 0,0               |
| -                          | Büso                 | -                | 0,0               |
| -                          | BGE                  | -                | 0,2               |
| -                          | DiB                  | -                | 0,1               |
| -                          | DKP                  | -                | 0,0               |
| -                          | DM                   | -                | 0,2               |
| -                          | Die PARTEI           | -                | 0,5               |
| -                          | Gesundheitsforschung | -                | 0,1               |
| -                          | V-Partei³            | -                | 0,2               |
| Werner Fischer             | Unabhängige          | 0,3              | -                 |

### Bundestagswahl 2013
| Direktkandidat        | Partei                          | Erststimmen in % | Zweitstimmen in % | Bundestagswahl 2009 Zweitstimmen in % |
| --------------------- | ------------------------------- | ---------------- | ----------------- | ------------------------------------- |
| Stephan Stracke       | CSU                             | 59,8             | 55,1              | 46,37                                 |
| Rolf Spitz            | SPD                             | 15,0             | 15,0              | 12,23                                 |
| René Müller           | FDP                             | 1,7              | 4,6               | 16,88                                 |
| Elfriede Anna Klein   | Bündnis 90/Die Grünen           | 6,0              | 7,1               | 9,33                                  |
| Paul Meichelböck      | Die Linke                       | 2,8              | 3,2               | 5,58                                  |
| Anton Betzler         | PIRATEN                         | 2,0              | 1,7               | 1,76                                  |
| –                     | NPD                             | –                | 0,8               | 1,35                                  |
| Lucia Maria Fischer   | ÖDP                             | 2,0              | 1,6               | 1,63                                  |
| –                     | REP                             | –                | 0,4               | 0,6                                   |
| –                     | Bündnis 21/RRP                  | –                | 0,0               | 0,48                                  |
| Thomas Maria Hilscher | BP                              | 2,9              | 1,7               | 1,7                                   |
| –                     | Tierschutzpartei                | –                | 0,7               | 0,6                                   |
| –                     | Die Violetten                   | –                | 0,1               | 0,2                                   |
| –                     | BüSo                            | –                | 0,0               | 0,05                                  |
| –                     | MLPD                            | –                | 0,0               | 0,02                                  |
| Franz Jochen Knapp    | AfD                             | 4,1              | 4,8               | –                                     |
| –                     | pro Deutschland                 | –                | 0,1               | –                                     |
| –                     | Die Frauen                      | –                | 0,2               | –                                     |
| Hermann Zelt          | Freie Wähler                    | 3,3              | 2,7               | –                                     |
| –                     | Partei der Vernunft             | –                | 0,1               | –                                     |
| Werner Fischer        | Bürgerkandidat (Einzelbewerber) | 0,4              | –                 | –                                     |

### Bundestagswahl 2009
| Direktkandidat         | Partei                           | Erststimmen in % | Zweitstimmen in % | Bundestagswahl 2005 Zweitstimmen in % |
| ---------------------- | -------------------------------- | ---------------- | ----------------- | ------------------------------------- |
| Stephan Stracke        | CSU                              | 51,09            | 46,37             | 56,5                                  |
| Rolf Spitz             | SPD                              | 13,67            | 12,23             | 18,9                                  |
| Tobias Specht          | Bündnis 90/Die Grünen            | 8,99             | 9,33              | 6,7                                   |
| Bernd Rösel            | FDP                              | 12,63            | 16,88             | 10,3                                  |
| –                      | REP                              | –                | 0,6               | 0,9                                   |
| Paul Meichelböck       | Die Linke                        | 5,27             | 5,58              | 2,8                                   |
| Kurt-Jürgen Blank      | NPD                              | 1,68             | 1,35              | 1,4                                   |
| –                      | PBC                              | –                | 0,23              | 0,4                                   |
| –                      | BP                               | –                | 1,7               | 0,8                                   |
| –                      | BüSo                             | –                | 0,05              | 0,1                                   |
| –                      | FAMILIE                          | –                | 0,71              | 0,8                                   |
| –                      | MLPD                             | –                | 0,02              | 0,0                                   |
| Werner Fischer         | Einzelbewerber                   | 0,66             | –                 | –                                     |
| Frank Alfred Stengel   | Freie Union                      | 0,44             | –                 | –                                     |
| –                      | Die Tierschutzpartei             | –                | 0,6               | 0,3                                   |
| –                      | CM                               | –                | 0,23              | 0,1                                   |
| –                      | Piraten                          | –                | 1,76              | –                                     |
| Daniel Richard Ansorge | ÖDP                              | 2,2              | 1,63              | –                                     |
| –                      | Rentnerinnen- und Rentner-Partei | –                | 0,48              | –                                     |
| –                      | Die Violetten                    | –                | 0,2               | –                                     |

### Bundestagswahl 2005
Die Bundestagswahl 2005 hatte folgendes Ergebnis:
| Direktkandidat    | Partei                | Erststimmen in % | Zweitstimmen in % | Bundestagswahl 2002 Zweitstimmen in % |
| ----------------- | --------------------- | ---------------- | ----------------- | ------------------------------------- |
| Kurt Rossmanith   | CSU                   | 60,9             | 56,5              | 65,5                                  |
| Lars Holstein     | SPD                   | 18,9             | 18,9              | 20,3                                  |
| Tobias Specht     | Bündnis 90/Die Grünen | 6,7              | 6,7               | 6,1                                   |
| Roland Rehmet     | FDP                   | 6,9              | 10,3              | 4,8                                   |
| –                 | REP                   | –                | 0,9               | 0,5                                   |
| Michael Goldberg  | Die Linke.            | 2,8              | 2,8               | 0,6                                   |
| Kurt-Jürgen Blank | NPD                   | 2,0              | 1,4               | 0,2                                   |
| –                 | PBC                   | –                | 0,4               | 0,2                                   |
| –                 | BP                    | –                | 0,8               | 0,3                                   |
| –                 | DIE FRAUEN            | –                | 0,3               | 0,1                                   |
| –                 | GRAUE                 | –                | 0,3               | 0,1                                   |
| –                 | BüSo                  | –                | 0,1               | 0,1                                   |
| –                 | FAMILIE               | –                | 0,8               | –                                     |
| –                 | MLPD                  | –                | 0,0               | –                                     |
| Jürgen Kreuter    | Einzelbewerber        | 0,3              | –                 | –                                     |
| Werner Fischer    | Einzelbewerber        | 1,4              | –                 | –                                     |
| –                 | Die Tierschutzpartei  | –                | –                 | 0,3                                   |
| –                 | Offensive D           | –                | –                 | 0,2                                   |
| –                 | CM                    | –                | –                 | 0,1                                   |

## Wahlkreissieger seit 1949
| Wahl | Name               | Partei |
| ---- | ------------------ | ------ |
| 1949 | Josef Spies        | CSU    |
| 1953 | Josef Spies        | CSU    |
| 1957 | Josef Spies        | CSU    |
| 1961 | Josef Spies        | CSU    |
| 1965 | Hans August Lücker | CSU    |
| 1969 | Hans August Lücker | CSU    |
| 1972 | Hans August Lücker | CSU    |
| 1976 | Hans August Lücker | CSU    |
| 1980 | Kurt Rossmanith    | CSU    |
| 1983 | Kurt Rossmanith    | CSU    |
| 1987 | Kurt Rossmanith    | CSU    |
| 1990 | Kurt Rossmanith    | CSU    |
| 1994 | Kurt Rossmanith    | CSU    |
| 1998 | Kurt Rossmanith    | CSU    |
| 2002 | Kurt Rossmanith    | CSU    |
| 2005 | Kurt Rossmanith    | CSU    |
| 2009 | Stephan Stracke    | CSU    |
| 2013 | Stephan Stracke    | CSU    |
| 2017 | Stephan Stracke    | CSU    |
| 2021 | Stephan Stracke    | CSU    |

## Wahlkreisgeschichte
| Wahl      | Wahlkreisname  | Gebiet |
| --------- | -------------- | --- |
| 1949      | 45 Kaufbeuren  | Stadt Kaufbeuren, Landkreis Kaufbeuren, Landkreis Füssen, Landkreis Marktoberdorf, Landkreis Schwabmünchen |
| 1953–1961 | 240 Kaufbeuren | Stadt Kaufbeuren, Landkreis Kaufbeuren, Landkreis Füssen, Landkreis Marktoberdorf, Landkreis Schwabmünchen |
| 1965–1972 | 242 Kaufbeuren | Stadt Kaufbeuren, Landkreis Kaufbeuren, Stadt Memmingen, Landkreis Memmingen, Landkreis Mindelheim, Landkreis Marktoberdorf |
| 1976–1990 | 243 Ostallgäu  | Stadt Kaufbeuren, Stadt Memmingen, Landkreis Ostallgäu, Landkreis Unterallgäu |
| 1994–1998 | 243 Ostallgäu  | Stadt Kaufbeuren, Stadt Memmingen, Landkreis Ostallgäu, vom Landkreis Unterallgäu die Gemeinden Bad Wörishofen, Mindelheim, Amberg, Apfeltrach, Bad Grönenbach, Benningen, Böhen, Buxheim, Dirlewang, Eppishausen, Ettringen, Hawangen, Holzgünz, Kirchheim i.Schw., Kronburg, Lachen, Lautrach, Legau, Markt Rettenbach, Markt Wald, Memmingerberg, Ottobeuren, Rammingen, Sontheim, Stetten, Türkheim, Trunkelsberg, Tussenhausen, Ungerhausen, Unteregg, Wiedergeltingen, Wolfertschwenden und Woringen sowie das gemeindefreie Gebiet Ungerhauser Wald |
| 2002–2005 | 258 Ostallgäu  | Stadt Kaufbeuren, Stadt Memmingen, Landkreis Ostallgäu, vom Landkreis Unterallgäu die Gemeinden Bad Wörishofen, Mindelheim, Amberg, Apfeltrach, Bad Grönenbach, Benningen, Böhen, Buxheim, Dirlewang, Eppishausen, Ettringen, Hawangen, Holzgünz, Kirchheim i.Schw., Kronburg, Lachen, Lautrach, Legau, Markt Rettenbach, Markt Wald, Memmingerberg, Ottobeuren, Rammingen, Sontheim, Stetten, Türkheim, Trunkelsberg, Tussenhausen, Ungerhausen, Unteregg, Wiedergeltingen, Wolfertschwenden und Woringen sowie das gemeindefreie Gebiet Ungerhauser Wald |
| 2009–2021 | 257 Ostallgäu  | Stadt Kaufbeuren, Stadt Memmingen, Landkreis Ostallgäu, vom Landkreis Unterallgäu die Gemeinden Bad Wörishofen, Mindelheim, Amberg, Apfeltrach, Bad Grönenbach, Benningen, Böhen, Buxheim, Dirlewang, Eppishausen, Ettringen, Hawangen, Holzgünz, Kirchheim i.Schw., Kronburg, Lachen, Lautrach, Legau, Markt Rettenbach, Markt Wald, Memmingerberg, Ottobeuren, Rammingen, Sontheim, Stetten, Türkheim, Trunkelsberg, Tussenhausen, Ungerhausen, Unteregg, Wiedergeltingen, Wolfertschwenden und Woringen sowie das gemeindefreie Gebiet Ungerhauser Wald |
| 2025–     | 257 Ostallgäu  | Stadt Kaufbeuren, Landkreis Ostallgäu, vom Landkreis Augsburg die Gemeinden Graben, Großaitingen, Hiltenfingen, Kleinaitingen, Klosterlechfeld, Langerringen, Oberottmarshausen und Untermeitingen |